# Vikna
64°51′42″N 11°14′18″Ø / 64.86167°N 11.23833°Ø
Vikna er en tidligere kommune i Trøndelag fylke i Norge, som består af  næsten  6.000 øer, holme og skær. Den blev ved kommunereformen i Norge, 1. januar 2020 lagt sammen med Nærøy til den nyoprettede Nærøysund kommune.  Administrationscenteret i den tidligere kommune lå i Rørvik. Kommunen grænsede til Leka i nord og Nærøy i øst. Fiskeri er det vigtigste erhverv i kommunen, beliggenheden ved Norskehavet gør Vikna til Nord-Trøndelags største fiskerikommune. 
Ydre Namdal Videregående skole ligger i Rørvik og er den vigtigste søfartsskole i fylket . Man kan ankomme til byen både med båd, med fly til Rørvik lufthavn og af Rigsvej 17.
I efteråret 2004 blev center for kystkultur og kysterhverv, Norveg åbnet af Kong Harald og Dronning Sonja. Byggeriet, som er tegnet af Gudmundur Jonsson, blev i 2005 nomineret til Mies van der Rohe-prisen, som er en af de vigtigste arkitekturpriser i Europa.